# アームストロング・ホイットワース AW.52
アームストロング・ホイットワース
AW. 52
- 用途：実験機
- 設計者：ジョン・ロイド（John Lloyd）
- 製造者：アームストロング・ホイットワース（Armstrong Whitworth Aircraft）
- 初飛行：1947年12月13日
- 生産数：2機
- 運用状況：試作のみ

アームストロング・ホイットワース AW. 52は、1940年代末のイギリスの全翼機である。

## 歴史
アームストロング・ホイットワース（Armstrong Whitworth Aircraft）社は第二次世界大戦中に層流翼を利用した4発ターボジェットエンジン推進の全翼爆撃機を提案した。この機の設計はAW.52Gとして知られる3分の1スケールのグライダーで検証されたが、戦争が終わり開発プロジェクトは中止された。
しかし、その後アームストロング・ホイットワース社は郵便機という名目で評価用の2機を製造する契約をとりつけた。最初の試作機はロールス・ロイス ニーン ターボジェット エンジンを装備し1947年12月13日に初飛行を行った。これに続きロールス・ロイス ダーウェント ターボジェット エンジンを装備した試作2号機が1948年9月1日に飛行した。試作1号機は1949年5月に墜落したが射出座席による緊急脱出により搭乗員の命は救われた。これは英国人パイロットが初めて射出座席を使用した事例であった。試作2号機は1954年までロイヤル・エアクラフト・エスタブリッシュメント で飛行し続けた。

## 事故
1949年5月30日にテストパイロットのジョー・ランカスター（Jo Lancaster）が320 mphで降下中にエレボンのフラッター現象に起因すると思われる縦振動に遭遇した。その振動は最初は毎秒2回であったが急激に操縦不能になる程に振動数が増加し、見たところ今しも構造破壊を引き起こしそうであったためにランカスターはマーチンベーカー Mk.1 射出座席で緊急脱出した。これが英国人パイロットによる射出座席を使用した最初の「本番」緊急脱出だった。パイロットには記念にマーチンベーカー社からロレックスが贈られたが1970年代に盗まれ、2000年代にニューヨークで発見された。マーチンベーカー社はそのロレックスをパイロットに再び贈ろうとしたが、RAF 爆撃機司令部記念館の資金集めのためにオークションにかけることをパイロットが希望したので、パイロットから買い取った後自社博物館に展示し、代わりにブレモンの時計を贈った。

## 運用
イギリス
- ロイヤル・エアクラフト・エスタブリッシュメント

## 要目
（AW.52 試作機）
- 乗員：1名

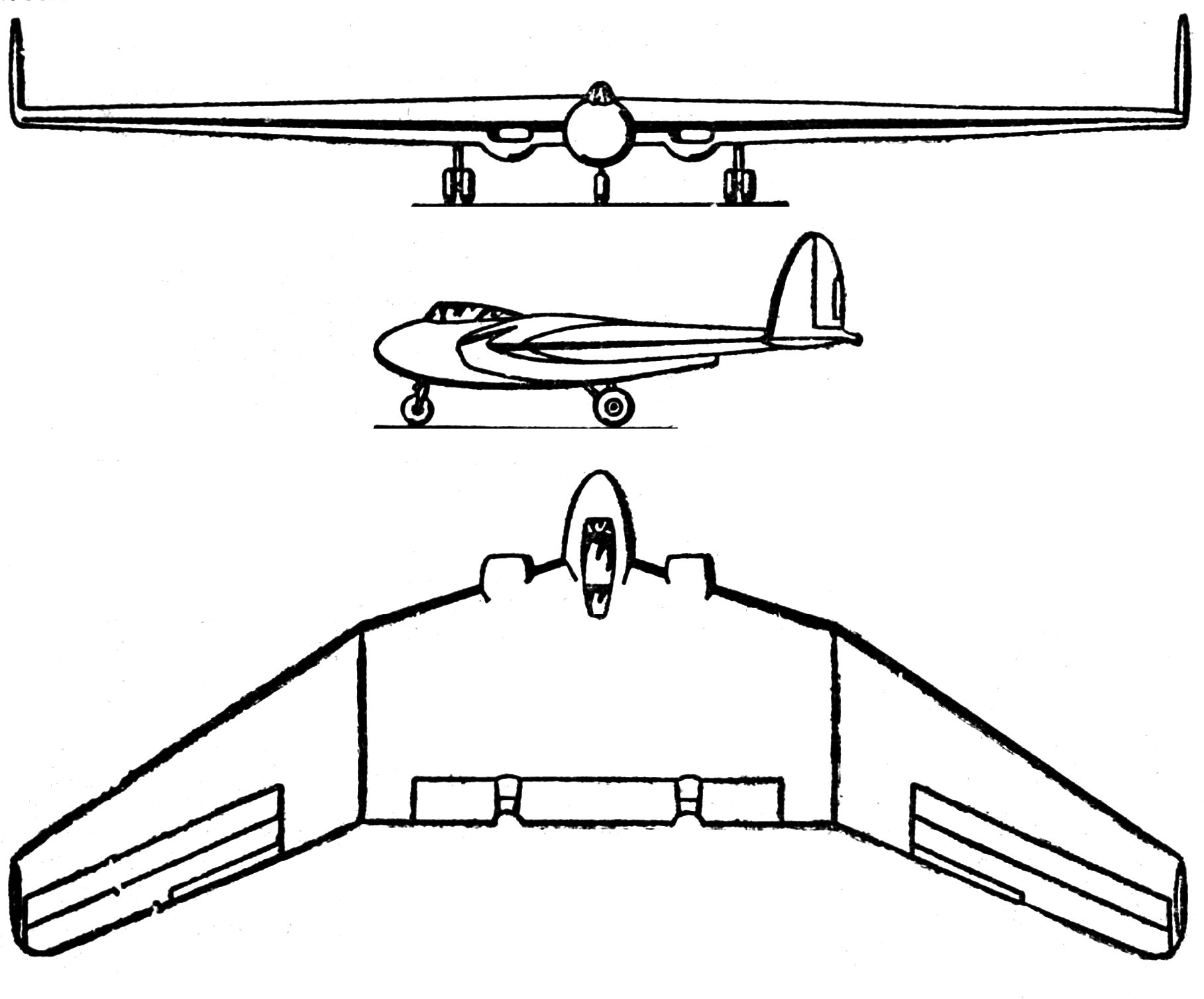
AW.52

- 全長：11.40 m (37 ft 4 in)
- 全幅：27.40 m (90 ft)
- 全高：4.40 m (14 ft 4 in)
- 翼型: 付け根がNPL.655-3-218、翼中央部先端でNPL.655-3-118 に漸減し翼端で NPL.654-3-015。
- 空虚重量：8,919 kg (19,662 lb)
- 全備重量：15,492 kg (34,154 lb)
- エンジン：2 * ロールス・ロイス ニーン ターボジェット エンジン　 5,000 lbf (22.20 kN)
- 最大速度：804.7 km/h (500 mph)
- 巡航高度：10,972 m (36,000 ft)
- 航続距離：1,577 km (980 miles)